# صوبة (مسلسل)
صوبة هو مسلسل تلفزيوني هندي تم بثه على قناة 《دوردارشان》 في عام 1987 من إخراج 《بهارت رنغشاري》. وهو مقتبس من رواية كتبها 《سيفاسانكاري》 عن إدمان المخدرات. أغنية بداية المسلسل "Aye zamane tere samne aa gaye" من تأليف الملحن 《راهول ديف بورمان》.

## القصة
تبدأ القصة مع شاب بريء يلتحق بالكلية. هو صديق للمدمن سليم غوسي. ثم يقع في حب المخدرات.

## الممثلين
- سليم غوسي بدور بهارت.
- كومار بهاتيا بدور بريم.

## روابط خارجية
- صوبة  في قاعدة بيانات الأفلام على الإنترنت (بالإنجليزية)